# Campionato francese di tennis 1900
Il Campionato francese di tennis 1900 (conosciuto oggi come Open di Francia o Roland Garros) è stato la 10ª edizione del Campionato francese di tennis, riservato ai tennisti francesi o residenti in Francia. Si è svolto su campi in terra rossa del Tennis Club de Paris di Parigi in Francia.
Il singolare maschile è stato vinto da Paul Aymé, che si è imposto su Alain Prévost. Il singolare femminile è stato vinto da Hélène Prévost. Nel doppio maschile si sono imposti André Vacherot e Marcel Vacherot.

## Seniors

### Singolare maschile
Paul Aymé ha battuto in finale  Alain Prévost con il punteggio di 6–3, 6–0.

### Singolare femminile
Hélène Prévost

### Doppio maschile
Paul Aymé /  Paul Lebréton